# ElGamal数字签名方案
ElGamal数字签名方案（英語：ElGamal signature scheme）是一種基於迪菲-赫爾曼密鑰交換的數位簽章技術，原理是離散對數的難解性，該技術於1985年被埃及裔密碼學家塔希爾·蓋莫爾提出。
ElGamal数字签名方案在現實中並不常用，不過美国国家安全局提出了其變體数字签名算法，這種算法在現實中比較常用。ElGamal数字签名方案不能與同樣是塔希爾·蓋莫爾提出的ElGamal加密算法混淆。

## 概述
ElGamal数字签名方案是一种基于模幂的代数性质和离散对数难解性的数字签名方案。签名时，需要使用一组秘钥，包含一个公钥和一个私钥，其中私钥被用于签名，公钥被用于验证。

## 歷史
ElGamal数字签名方案最初于1985年被密码学家塔希尔·盖莫尔提出。

## 步骤
ElGamal数字签名方案共需要四步操作，它们分别是：秘钥产生，秘钥分发，签名，签名验证。